# Sejtcserés támadás
A Sejtcserés támadás (eredeti cím: The Switch) 2010-ben bemutatott amerikai romantikus filmvígjáték, amelyet Will Speck és Josh Gordon rendezett. A főszerepben Jennifer Aniston, Jason Bateman és Thomas Robinson gyerekszínész látható. A mellékszerepeket Patrick Wilson, Juliette Lewis és Jeff Goldblum alakítják.
A forgatás 2009-ben kezdődött.

## Rövid történet
Hét évvel a történtek után egy férfi rájön, hogy ő volt a legjobb barátnője fiának spermadonora.

## Szereplők
- Jennifer Aniston: Kassie Larson
- Jason Bateman: Wally Mars
- Thomas Robinson: Sebastian Larson
  - Bryce Robinson: idősebb Sebastian
- Patrick Wilson: Roland Nilson
- Juliette Lewis: Debbie Epstein
- Jeff Goldblum: Leonard
- Caroline Dhavernas: Pauline
- Scott Elrod: Teddy Declan
- Diane Sawyer: Önmaga (cameo)

## Gyártás
Aniston a DVD "extráiban" elárulta, hogy 25 éves kora óta ismeri Batemant, a producerek és a rendezők pedig megjegyezték, hogy jó a kettőjük közötti kémia a közös munka során.

## Filmzene
| 1.  | Opening Titles                                            | Alex Wurman            | 1:54 |
| 2.  | Instant Replay                                            | Dan Hartman            | 3:25 |
| 3.  | Freakshow on the Dance Floor                              | The Bar-Kays           | 6:34 |
| 4.  | I Can't Wait (edited version)                             | Nu Shooz               | 3:40 |
| 5.  | The Bomb (These Sounds Fall Into My Mind) (Pop Radio Mix) | Sunrider               | 2:43 |
| 6.  | Here Comes the Sun                                        | Fat Larry's Band       | 5:22 |
| 7.  | Pushin' On (featuring Alice Russell)                      | Quantic Soul Orchestra | 3:19 |
| 8.  | Little L                                                  | Jamiroquai             | 3:57 |
| 9.  | Lice                                                      | Alex Wurman            | 2:49 |
| 10. | Open Your Heart                                           | Lavender Diamond       | 3:11 |
| 11. | Sea Green, See Blue                                       | Jaymay                 | 6:17 |
| 12. | Bluebird of Happiness (Ulrich Schnauss Remix)             | Mojave 3               | 9:56 |
| 13. | All the Beautiful Things                                  | Eels                   | 2:22 |
| 14. | Numbered Days                                             | Eels                   | 3:42 |
| 15. | Lovers' Carvings                                          | Bibio                  | 3:54 |